# Xénial Blues
 (mars 2025).
Motif : En quoi cet album est-il admissible alors que son compositeur ne l'est pas ? Sources très primaires (et doublonnées pour faire du volume)
- Archive Wikiwix
- Bing
- Cairn
- DuckDuckGo
- E. Universalis
- Gallica
- Google
- G. Books
- G. News
- G. Scholar
- Persée
- Qwant
- (zh) Baidu
- (ru) Yandex
- (wd) trouver des œuvres sur Wikidata

| 1. | Préciser le motif de la pose du bandeau. | Précisez le motif de la pose du bandeau en utilisant la syntaxe suivante : {{admissibilité à vérifier\|date=août 2025\|motif=remplacez ce texte par le motif}}                    |
| 2. | Informer les utilisateurs concernés.     | Pensez à avertir le créateur de l'article, par exemple, en insérant le code ci-dessous sur sa page de discussion : {{subst:avertissement admissibilité à vérifier\|Xénial Blues}} |

Xénial Blues est le deuxième album solo de l'auteur-compositeur-interprète québécois Frank Custeau, ancien membre du groupe Les Conards à l'orange (2002 à 2016),. L'artiste estrien a fait paraitre cet album le 29 janvier 2021. Zoé Touchette a réalisé le graphisme de l'album. Concept à l'origine de l'album est le qualificatif Xénial.Ce mot fait référence à la génération qui ne considère pas faire partie des X ou Y, mais plutôt entre ces deux générations. Il s'agit des personnes nées entre 1977 et 1983, microgénération à laquelle M. Custeau a un fort sentiment d'apparteance.

## Contenu
Le chanteur sherbrookois décrit sa musique comme étant principalement folk-rock, avec des tendances de punk et de country. Le style musical est surnommé  Folk'n'Roll  québécois. Les inspirations musicales proviennent des années 1960 et 1970, d'artistes anglophones comme Neil Young, The Beatles et d'artistes francophones comme Robert Charlebois et Plume Latraverse. Certaines chansons se sont inspirées des ambiances sonores au-delà des années 196-1970, les inspirations musicales de la décennie 1990 sont aussi présentes sur l'album.
Les thèmes abordés dans les paroles des chansons comprennent les relations amoureuses, les peines amoureuses, les déceptions concernant les espoirs illusoires de sa carrière musicale et l'anxiété face au vieilllisement. Le chanteur aborde aussi ses habitudes de vies, certaines qu'il juge néfastes, d'autres plus positives auxquelles il espère atteindre.

## Liste de chansons
| No  | Titre                   | Paroles       | Musique | Durée |
| --- | ----------------------- | ------------- | ------- | ----- |
| 1.  | Sirop d'érable          | Frank Custeau |         | 3:00  |
| 2.  | Xénial blues            | Frank Custeau |         | 4:58  |
| 3.  | L'oasis                 | Frank Custeau |         | 3:06  |
| 4.  | Le Rock and Roll        | Frank Custeau |         | 3:08  |
| 5.  | Jogging                 | Frank Custeau |         | 2:55  |
| 6.  | Mon chalet              | Frank Custeau |         | 3:33  |
| 7.  | Pipapot                 | Frank Custeau |         | 3:43  |
| 8.  | Normal                  | Frank Custeau |         | 1:20  |
| 9.  | Z                       | Frank Custeau |         | 3:49  |
| 10. | Xénial blues - épilogue | Frank Custeau |         | 6:19  |

## Personnel
Certains musciens avec qui Frank Custeau travaille sur Xénial Blues ont aussi participé à l'élaboration d'anciens projets du chanteur. Notamment Pierre-Philippe «Pilou» Côté et Alex Crow qui ont travaillé sur le premier album solo du chanteur.
- Frank Custeau - Voix

- Luc Jr. Bélisle - Batterie[4]
- Philippe Poirier - Saxophone[4]
- Pierre-Philippe «Pilou» Côté - Réalisation[8]
- Alex Crow - Réalisation[4]